# Call It Stormy Monday (But Tuesday Is Just As Bad)
Call It Stormy Monday (But Tuesday Is Just as Bad) (häufig einfach Stormy Monday genannt) ist ein Bluessong, der von T-Bone Walker geschrieben und 1947 aufgenommen wurde.

## Geschichte

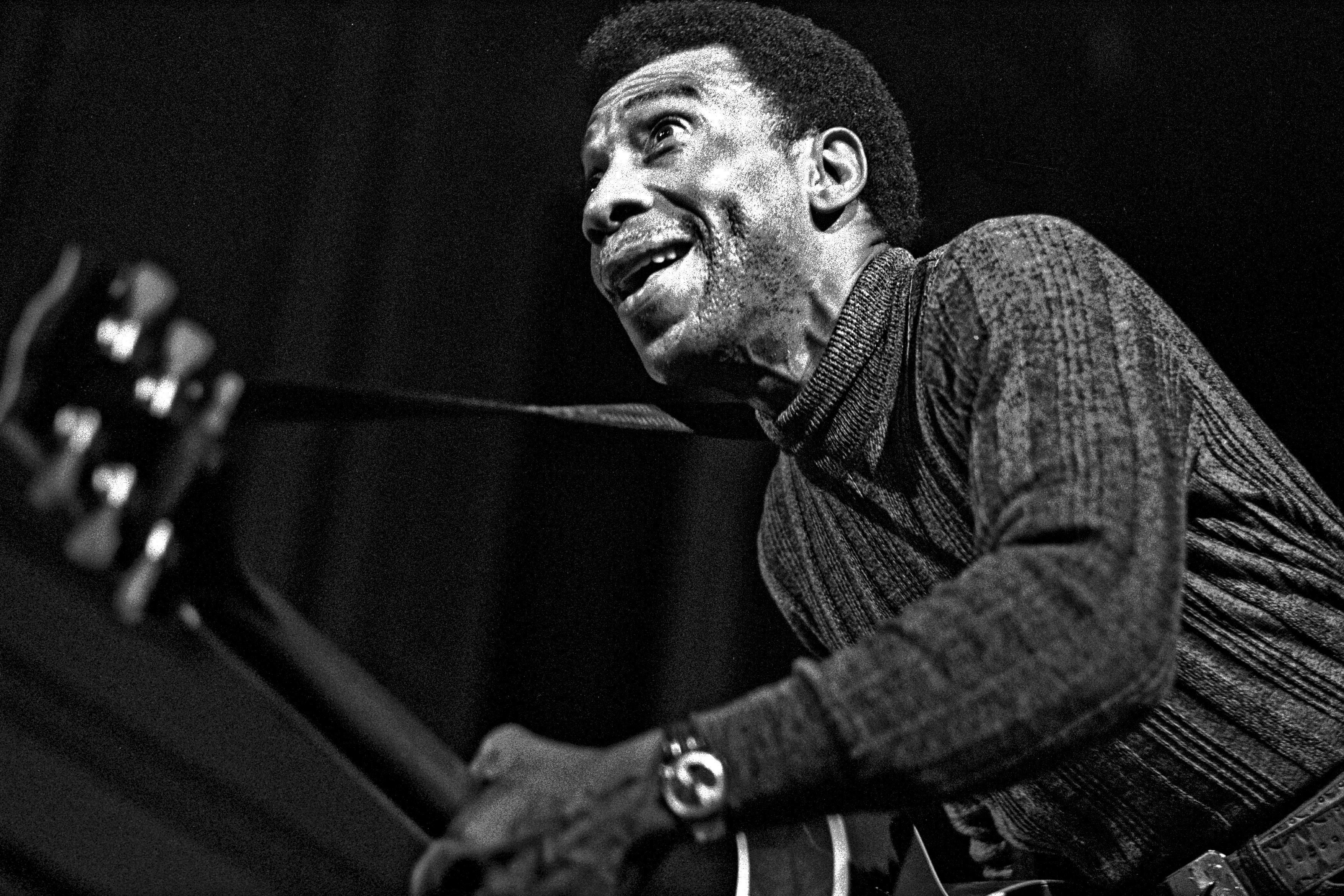
T-Bone Walker beim American Folk Blues Festival 1972

T-Bone Walker (1910–1975) war einer der ersten Musiker, die eine elektrische Gitarre benutzten. Als Jugendlicher hatte er in Dallas mit Blind Lemon Jefferson (1893–1929) musiziert und 1929 als Oak Cliff T-Bone eine erste eigene Aufnahme gemacht. Mitte der 1930er Jahre arbeitete er als Tänzer, Sänger und Musiker in Los Angeles. Um 1940 war er für sein Spiel auf der elektrischen Gitarre sowie seine artistische Bühnenshow bekannt und trat auch in Chicago auf. Nach dem Aufnahmeverbot während des Zweiten Weltkriegs nahm Walker seine Plattenkarriere wieder auf. 1946 unterzeichnete er bei Black & White Records. 1947 nahm er das Stück Call It Stormy Monday (But Tuesday Is Just as Bad) auf, das im November des Jahres veröffentlicht wurde.
Die Namensähnlichkeit von Walkers Lied mit dem Hit des Jahres 1942 Stormy Monday Blues von Earl Hines und seinem Orchester mit Billy Eckstine als Sänger sorgt bisweilen für Verwirrung, doch haben die beiden Songs nichts miteinander zu tun. Als Datum von Walkers Aufnahme, die im November 1947 veröffentlicht wurde, gilt der 13. September 1947.
Die Aufnahme fand in Hollywood statt. Produzent war Ralph Bass von Black & White Records. Call It Stormy Monday (But Tuesday Is Just as Bad) wurde im Stil des West Coast Blues gespielt, mit Lloyd Glenn am Piano, Arthur Edwards am Bass, Oscar Lee Bradley am Schlagzeug, John „Teddy“ Bruckner an der Trompete und Hubert „Bumps“ Myers am Tenorsaxofon.
Der im November 1947 veröffentlichte Song erreichte am Anfang 1948 Platz 5 der Most Played Juke Box Race Records Charts. Es war der zweithöchste Charterfolg Walkers; Bobby Sox Blues hatte es 1947 bis auf Platz 3 geschafft.
Im Lauf seiner Karriere nahm Walker Call It Stormy Monday (But Tuesday Is Just as Bad) mehrfach live und im Studio für verschiedene Labels auf. Eine Version von 1956 mit dem Titel Call It Stormy Monday erschien 1959 auf dem Album T-Bone Blues bei Atlantic Records. Eine andere Version namens Stormy Monday ist auf dem Album Stormy Monday Blues zu hören (Bluesway Records, 1968). 2008 erschien eine weitere Version in der NPR-Reihe The Sounds of American Culture.

## Musik
Es handelt sich um einen 12-taktigen Blues in der Standardform mit zwei harmonischen Varianten, einerseits im zweiten Takt, wo die Subdominante als Septakkord ausgeführt wird, zum anderen eine harmonische Anreicherung in Takt 8, wo ein verminderten Tonika-Septakkord einen chromatischen Übergang zur Dominante erlaubt.

## Text
Der Text von Call It Stormy Monday (But Tuesday Is Just as Bad) erzählt vom Wochenverlauf eines Mannes, der von seiner Liebsten verlassen wurde. Sehr einprägsam ist „seine hübsche Bilderfolge für alle Wochentage.“ Montag ist stürmisch, Dienstag genauso schlimm. Mittwoch ist schlimmer, Donnerstag traurig. Am Freitag ist Zahltag (beschrieben durch die Metapher „eagle flies on Friday“), und samstags geht der Erzähler spielen. Am Sonntag betet er in der Kirche, dass seine Liebste zu ihm zurückkommt.

## Auszeichnungen
1983 wurde die Originalaufnahme von Call It Stormy Monday (But Tuesday Is Just as Bad) in die Blues Hall of Fame der Blues Foundation aufgenommen. 1991 folgte die Aufnahme in die Grammy Hall of Fame. Die Rock and Roll Hall of Fame listete den Song 1995 unter den „500 Songs That Shaped Rock and Roll“. 2007 schließlich wählte das National Recording Preservation Board den Song in das National Recording Registry des Library of Congress.

## Coverversionen
Call It Stormy Monday (But Tuesday Is Just as Bad) ist ein Bluesstandard, der zum Repertoire vieler Musiker – nicht nur im Bereich der Bluesmusik – gehört. Es gibt zahlreiche Aufnahmen des Stückes, wobei meist nicht der komplette Titel benutzt wird, sondern eine abgekürzte Version wie Stormy Monday Blues oder schlicht Stormy Monday. Da es auch, wie bereits erwähnt, den Song Stormy Monday Blues von Earl Hines und Billy Eckstine gibt, kam es vor, dass diese beiden zusammen mit Bob Crowder fälschlicherweise als Autoren genannt wurden und daher auch die Tantiemen erhielten.
Zu den bekanntesten Coverversionen von Call It Stormy Monday (But Tuesday Is Just as Bad) zählen die Aufnahmen von Bobby „Blue“ Bland (Stormy Monday Blues, 1961) und der Allman Brothers Band (Stormy Monday auf dem Album At Fillmore East, 1971).
Weitere Coverversionen (Auswahl):
- 1962: (They Call It) Stormy Monday, Lou Rawls[11]
- 1964: Stormy Monday, Alexis Korner’s Blues Incorporated[12]
- 1965: Stormy Monday Blues, Manfred Mann[13]
- 1969: They Call It Stormy Monday, John Mayall[14]
- 1970: Stormy Monday, Freddie King[15]
- 1971: Encore … Stormy Monday Blues, Colosseum[16]
- 1973: Stormy Monday, Latimore[8]
- 1993: Call It Stormy Monday, B. B. King mit Albert Collins[17]
- 1996: Stormy Monday, Eva Cassidy[18]
- 1999: Call It Stormy Monday, Albert King mit Stevie Ray Vaughan[19]
- 2001: Stormy Monday, Gary Moore[20]
- 2017: Stormy Monday Blues, Helge Schneider & Pete York[21]